# Encalypta tibetana
Encalypta tibetana är en bladmossart som beskrevs av Mitten 1859. Encalypta tibetana ingår i släktet klockmossor, och familjen Encalyptaceae. Inga underarter finns listade i Catalogue of Life.